# Rosa Melgar de Ipiña
Rosa Melgar de Ipiña (Trinidad, 14 de octubre de 1911-1980) fue una escritora y educadora boliviana.

## Vida y trayectoria
No hay consenso sobre si Rosa Melgar nació en 1911 o 1914.Fue hija de Ignacio Melgar Escobar y Josefina Montenegro Pozo. Estudió en el Instituto de Ciencias de la Educación de la ciudad de Sucre, graduándose como maestra normalista. Fue profesora y directora de varias unidades educativas de las ciudades de Sucre y La Paz. Luego trabajó en el Departamento de Planes y Programas de la Dirección Nacional de Planeamiento Educativo (1965-1968), directora de Documentación e Información de Planeamiento Educativo (1968-1972) y coordinadora de las Escuelas Asociadas de la UNESCO en Bolivia (1968-1976). También fue secretaria de Cultura de la Federación Sindical de Maestros de Sucre durante dos gestiones (1940 y 1958).
Además de su labor como educadora también escribió obras literarias para niños y realizó investigaciones sobre folklore boliviano. 

En 1969 Juana de Ibarbourou dijo de Melgar de Ipiña: 
“Las obras de Rosa Melgar me la revelan como una eximia escritora, una gran buscadora del alma humana y una ajedrecista consumada en el movimiento vivo y acertado de sus personajes”.

## Vida personal
Se casó con Domingo Ipiña Delgadillo.

## Condecoraciones
Rosa Melgar de Ipiña recibió las siguientes condecoraciones: 
- Gran Orden de la Educación (1972)
- Mujer del Beni (1975)

## Obra
Novela
- Maura (1964)
- La ciudad crece (1968)
- Melinda (1977)
- El secreto de ‘El Carcaña’ (1988)
- El amor y la gloria del libertador (1993)

Cuento
- Micaela Villegas Virreinal de Amat (1977)
- Lo sabía (1988)